# Kendry Páez
Ray Kendry Páez Andrade, mais conhecido como Kendry Páez (Guaiaquil, 4 de maio de 2007) é um futebolista equatoriano que atua como meio-campo. Atualmente joga no Strasbourg, emprestado pelo Chelsea.

## Carreira

### Início
Nascido em Guaiaquil, Páez começou a carreira na Academia Alfaro Moreno, time local do Barcelona SC, aos cinco anos de idade. O Barcelona SC teve a oportunidade de inscrever Páez aos oito anos, mas o clube não o contratou porque era "muito difícil para um presidente pagar por um jogador nesta idade". Posteriormente, teve uma breve passagem pelo Emelec antes de se transferir para o C.S. Patria, onde passou a atuar com maior regularidade como atacante.

### Independiente del Valle
Páez ingressou no Independiente del Valle em 2018, aos 12 anos. Suas atuações no time juvenil, incluindo ser eleito o melhor jogador no Troféu Next Generation 2022 em Salzburgo, na Áustria, chamaram a atenção de vários clubes em toda a Europa. Atraiu o interesse do Borussia Dortmund, enquanto o Manchester United teve uma oferta inicial por Páez rejeitada em dezembro de 2022.
Foi promovido ao time titular do Independiente del Valle para a pré-temporada de 2023, aos quinze anos. No dia 25 de fevereiro de 2023, estreou no profissional com um gol; o terceiro na vitória por 3 a 1 contra o Mushuc Runa, válido pela Série A do Equador. Páez tocou para Anthony Landázuri, que entrou na área e devolveu para Kendry, que primeiro executou um chapeuzinho que bateu o goleiro Jorge Pinos para fazer seu primeiro gol. Ao fazer este gol, tornou-se o estreante e o artilheiro mais jovem da primeira divisão equatoriana.

### Chelsea
Em 5 de junho de 2023, foi anunciado que Paez ingressaria no Chelsea, clube da Premier League, após completar 18 anos, no verão de 2025. O valor da transferência foi de 17,5 milhões de libras esterlina.

### Empréstimo ao Strasbourg
No dia 31 de julho de 2025, Páez foi emprestado ao Strasbourg, por uma temporada.

## Seleção Equatoriana

### Sub-17
Paéz atuou pela Seleção Equatoriana Sub-17, marcando contra Argentina e Colômbia.
Participou do Campeonato Sul-Americano Sub-17 de 2023, em março do mesmo ano, no Equador. Em seu primeiro jogo, deu uma assistência para o segundo gol do Equador no empate de 2 a 2 com o Brasil - um passe direto do seu próprio meio-campo que foi convertido pelo companheiro Geremy de Jesús.

### Sub-20
Páez foi incluído na seleção do Equador para a Copa do Mundo FIFA Sub-20 de 2023, na Argentina; foi o jogador mais jovem a ser incluído na seleção final de qualquer uma das nações participantes do torneio. Em 26 de maio, Páez marcou um gol na vitória do Equador por 9 a 0 sobre Fiji, tornando-se o jogador mais jovem a marcar na Copa do Mundo FIFA Sub-20.
No dia 5 de janeiro de 2025 foi convocado para o Campeonato Sul-Americano de Futebol Sub-20, na Venezuela.

### Principal
No dia 5 de junho de 2023, Páez foi convocado pela primeira vez para a seleção principal do Equador.
Em 12 de setembro de 2023, fez sua estreia na seleção principal, começando na vitória por 2 a 1 nas eliminatórias da Copa do Mundo FIFA de 2026 sobre o Uruguai e dando assistência para o gol da vitória de Félix Torres. Assim, ele se tornou o jogador mais jovem a representar La Tri e o segundo sul-americano mais jovem a jogar por uma seleção principal, atrás de Diego Maradona. Em 12 de outubro, ele marcou seu primeiro gol pelo Equador na vitória por 2 a 1 sobre a Bolívia, tornando-se o artilheiro mais jovem de todos os tempos nas eliminatórias da CONMEBOL para a Copa do Mundo, aos 16 anos e 161 dias.
Em 29 de maio de 2024, foi selecionado para o elenco de 26 jogadores para a Copa América de 2024, nos Estados Unidos. Em 26 de junho, ele marcou de pênalti na vitória por 3 a 1 contra a Jamaica, tornando-se o segundo artilheiro mais jovem da competição, aos 17 anos e 53 dias, atrás do colombiano Johnnier Montaño, que marcou com 16 anos e 171 dias na Copa América de 1999.

## Estilo de jogo
Descrito como um driblador destemido, Paéz se inspirou no compatriota equatoriano Gonzalo Plata e no argentino Lionel Messi, que observou quando criança, para melhorar sua habilidade de drible.

## Estatísticas

### Clubes
- Atualizado até 9 de novembro de 2024.[38]

| Clube                   | Temporada         | Liga              | Liga  | Liga | Copa  | Copa | Copa da Liga | Copa da Liga | Continental | Continental | Outro | Outro | Total | Total |
| Clube                   | Temporada         | Divisão           | Jogos | Gols | Jogos | Gols | Jogos        | Gols         | Jogos       | Gols        | Jogos | Gols  | Jogos | Gols  |
| ----------------------- | ----------------- | ----------------- | ----- | ---- | ----- | ---- | ------------ | ------------ | ----------- | ----------- | ----- | ----- | ----- | ----- |
| Independiente del Valle | 2023              | Serie A           | 24    | 5    | —     | —    | —            | —            | 5           | 0           | —     | —     | 29    | 5     |
| Independiente del Valle | 2024              | Serie A           | 21    | 6    | 3     | 0    | —            | —            | 8           | 1           | —     | —     | 32    | 7     |
| Total da carreira       | Total da carreira | Total da carreira | 45    | 11   | 3     | 0    | 0            | 0            | 13          | 1           | 0     | 0     | 61    | 12    |

1. 1 2  Aparições na Copa Libertadores
2. ↑  Aparições na Copa Ecuador

### Seleção
- Atualizado até 9 de novembro de 2024[39]

| Equador | Equador | Equador |
| Ano     | Jogos   | Gols    |
| ------- | ------- | ------- |
| 2023    | 5       | 1       |
| 2024    | 12      | 1       |
| Total   | 17      | 2       |

| No. | Data                  | Local                                        | Oponente | Placar | Final | Competição                             |
| --- | --------------------- | -------------------------------------------- | -------- | ------ | ----- | -------------------------------------- |
| 1   | 12 de outubro de 2023 | Estadio Hernando Siles, La Paz, Bolívia      | Bolívia  | 1–0    | 2–1   | Eliminatórias da Copa do Mundo de 2026 |
| 2   | 26 de junho de 2024   | Allegiant Stadium, Las Vegas, Estados Unidos | Jamaica  | 2–0    | 3–1   | Copa América de 2024                   |

## Títulos

### Independiente del Valle
- Supercopa do Equador: 2023
- Recopa Sul-Americana: 2023

### Prêmios individuais
- Seleção do Campeonato Equatoriano de 2023[40]
- Revelação do Campeonato Equatoriano de 2023[41]
- Melhor meio-campo ofensivo do Campeonato Equatoriano de 2023[41]